# Хэллоус, Одетта
Одетта Сэнсом Хэллоус GC MBE (англ. Odette Sansom Hallowes), урождённая Одетт Мари Селин Брейли (фр. Odette Marie Céline Brailly; 28 апреля 1912, Амьен — 13 марта 1995, Уолтон-на-Темзе) — британская разведчица французского происхождения времён Второй мировой войны, кавалер Ордена Британской Империи, Почётного легиона и Георгиевского креста. В 1955 году ею вместе с Тони Лотиан, маркизой Лотиан и леди Джорджиной Колридж, маркизой Туиддейл, был учреждён ежегодный благотворительный банкет Женщины года в Великобритании.

## Биография

### Ранние годы
Одетт Мари Селин Брейли родилась 28 апреля 1912 во французском городе Амьен, в семье героя Первой мировой войны Гастона Брейли (фр. Gaston Brailly), погибшего в 1918 году в Вердене. В возрасте семи лет переболела полиомиелитом, в течение года страдала от слепоты и частичного паралича тела.

### Жизнь с Роем Сэнсомом
Одетта встретила в Булони англичанина по имени Рой Сэнсом (англ. Roy Sansom) и в 1931 году вышла за него замуж, уехав в Англию. В браке родились три дочери: Франсуаза, Лили и Марианна. В 1940 году Рой был призван в армию, а весной 1942 года Британское Адмиралтейство объявило сбор открыток и семейных фотографий с видами континентальной Европы для планирования военных действий, о чём услышала Одетта. Она написала англичанам письмо, что у неё есть фотографии, сделанные в окрестностях Булонь-сюр-Мер (города на Французском побережье Ла-Манша), но по ошибке отправила письмо не в Адмиралтейство, а в Военное министерство. В результате её зачислили в специальное подразделение — Сестринский йоменский корпус первой медицинской помощи (FANY), а затем перевели в школу полковника Мориса Бакмастера при Управлении специальных операций. Одетту готовились забросить в оккупированную немцами Францию для помощи французским партизанам. Дочерей она отправила в специальную католическую школу для девочек.

### В оккупированной Франции
В 1942 году Одетта высадилась неподалёку от Канн и связалась со своим начальником, Питером Черчиллем. Под псевдонимом «Лиза» (англ. Lise) она поставляла средства Черчиллю и работала его курьером. Ячейку Черчилля раскрыл двойной агент Гуго Блайхер (нем. Hugo Bleicher) и арестовал Одетту и Питера 16 апреля 1943 в гостинице в Сен-Жорио, после чего оба были отправлены в тюрьму Френ в Париже. Одетту допрашивали в доме 84 на Авеню-Фош — штаб-квартире нацистской контрразведки — и пытали раскалённым железом, однако та утверждала, что Питер Черчилль был племянником Уинстона Черчилля и заодно её мужем.

### В концлагере Равенсбрюк
В июне 1943 года Одетту приговорили к смертной казни, однако наказание никто так и не привёл в исполнение. Её сослали в концлагерь Равенсбрюк. По счастью, именно ложные показания Одетты о том, что она является невесткой Уинстона Черчилля, спасли её от смерти. Британцы решили, что немцы не захотят убивать родного для Черчилля человека и будут держать её как можно дольше в живых. Начальник концлагеря, Фриц Зурен, сдавшийся американцам в плен, поверил в эту легенду и перед отправкой на суд забрал с собой Одетту, чтобы на суде подтвердить родство Одетты с семьёй Черчиллей и спастись от смертного приговора. Однако Одетта выступила свидетелем обвинения на Гамбургском процессе по делу об узниках концлагеря Равенсбрюка (Зурен сбежал с суда, но был осуждён французским судом и расстрелян в 1950 году).

### Личная жизнь после войны
Рой Сэнсом умер, пока Одетта находилась в заключении. В 1947 году она вышла замуж за Питера Черчилля, с которым развелась в 1956 году и вышла замуж за Джеффри Хэллоуса в том же году. Хэллоус пережил смерть супруги и умер в 2006 году.

## Награды
Одетта Хэллоус была награждена орденом Британской империи и Георгиевским крестом, став первой из трёх женщин Сестринского йоменского корпуса первой медицинской помощи, удостоившейся Георгиевского креста (она была единственной женщиной, награждённой крестом при жизни). За сотрудничество с Французским сопротивлением награждена Орденом почётного легиона (кавалер). Также Одетта была награждена рядом медалей.
Георгиевский крест Одетты Хэллоус был однажды украден, но возвращён после публичного обращения с запиской следующего содержания:

Мадам, вы кажетесь милой старушкой. Господь храни вас и ваших детей. Спасибо вам за то, что верили в меня. Я не такой уж плохой человек — просто обстоятельства такие. Ваша собачка от меня без ума. Я потрепал/погладил её и оставил ей мясца — из холодильника. Искренне ваш, Негодяй.
Оригинальный текст (англ.)You, Madame, appear to be a dear old lady. God bless you and your children. I thank you for having faith in me. I am not all that bad - it's just circumstances. Your little dog really loves me. I gave him a nice pat and left him a piece of meat - out of fridge. Sincerely yours, A Bad Egg.

23 февраля 2012 была выпущена почтовая марка с изображением Одетты Хэллоус.

## В искусстве и литературе
- Одетта, фильм 1950 года с участием Анны Нигл.